# Terao Magonojō
Terao Magonojō (寺尾孙之允 ? , 1611 - 8 de noviembre de 1672) fue un espadachín famoso durante el siglo XVII en el periodo Edo de Japón. Magonojo era el hermano mayor de Terao Motomenosuke, el sucesor de la Escuela de Musashi (o Niten Ichi Ryu). Había sido señalado como el estudiante favorito de Miyamoto Musashi, a quien confió su El libro de los cinco anillos (Gorin-no Sho) antes de su muerte. A lo largo de los años anteriores Magonojo, había entrenado con el kodachi (espada corta) con Musashi muchas veces. En un momento en que ambos estaban de entrenamiento, Musashi atacó Magonojo con una espada de madera grande (o bokken), en la que a continuación Terao se defendió con su espada de madera corta (kodachi) y contraatacó. Después de varias repeticiones de esta acción, la espada Terao por desgracia se rompió mientras que Musashi estaba en el medio de alcanzar su espada hacia abajo desde arriba. Sin embargo, la espada de Musashi acababa de detenerse minuciosamente de golpear la piel de la frente de Terao. Por lo tanto, Magonojo no había recibido ninguna lesión. Este grado de control se refleja también en las habilidades de Musashi. Antes de la muerte del maestro, Magonojo había asumido el papel de sucesor (que iría a su hermano menor). Se cree que Magonojo había quemado el original Gorin-no Sho (El libro de los cinco anillos) a través de órdenes de Musashi debido a que la versión original completa no se puede encontrar.